# 大果辛果漆
大果辛果漆（学名：Drimycarpus anacardiifolius）是漆树科辛果漆属的植物，为中国的特有植物。分布于中国大陆的云南等地，生长于海拔680米至700米的地区，多生长在沟谷密林中，目前尚未由人工引种栽培。